# 穆公 (魯)
穆公（ぼくこう）は、魯の第30代君主。名は顕。元公の子で、元公の後を受けて魯国の君主となった。在位33年。在位期間中に改革を実行し、哀公・悼公・元公の3代にわたる三桓氏の専制の問題から脱却し、魯公室の権威を確立して、隣国の斉とのあいだで数度の戦争を展開した。

## 経歴
穆公元年（紀元前415年）、穆公は改革を実行するため、博士の公儀休を魯の相に任命し、三桓氏から政権を奪回すべく、親政を開始した。季孫氏はその封邑の費・卞・東野に拠って独立した小国となっていた。
穆公4年（紀元前412年）、斉が魯の莒と安陽（現在の山東省陽穀県の北東）を攻撃したので、呉起を将として、斉軍を破った。
穆公5年（紀元前411年）、呉起が魏に亡命した。斉が魯を討って都を取った。
穆公8年（紀元前408年）、斉が魯の郕を取った。
穆公22年（紀元前394年）、斉が魯を討ち、郕を取った。韓が魯を救った。
穆公26年（紀元前390年）、魯が斉を平陸で破った。